# Widerstandsstern Ostasien

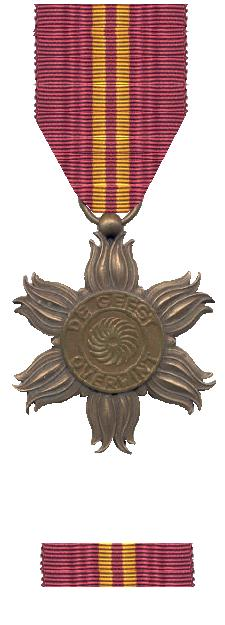

Der Widerstandsstern Ostasien (niederländisch: Verzetsster Oost-Azië) wurde am 26. Oktober 1948 von Königin Juliana der Niederlande durch königliches Dekret gestiftet, um jene niederländischen Untertanen in Niederländisch-Ostindien zu ehren, die Solidarität, Geistesstärke oder Entschlossenheit zeigten, oder lobenswerte Hilfe für jene Niederländer leisteten, die während des Zweiten Weltkrieges als Kriegs- oder Zivilgefangene interniert wurden. Auch Mitglieder des niederländischen Widerstandes in Südostasien wurden damit geehrt.
Der Stern erinnert an den Widerstand gegen die japanische Besetzung von Niederländisch-Indien, dem späteren Indonesien, im Zweiten Weltkrieg – durch jene, die nach der Kapitulation der Königlich Niederländisch-Ostindischen Armee in den Untergrund gingen. Dieser Widerstand erlitt enorme Verluste an Menschenleben.
Der bronzene sechszackige Stern mit einer flammenden Sonne und den Worten „De Geest overwint“ (Der Geist triumphiert) wurde gestaltet von Frans Smits. Der Stern hängt an einem lila Band, mit zwei goldenen Streifen in der Mitte. Die Farben sind symbolisch: das Goldgelb erinnert an den Brauch in Südostasien, um ein wertvolles Geschenk ein goldfarbenes Tuch zu wickeln. Auf der Rückseite steht der Text „Maart 1942 − O.Azië – Augustus 1945“ (März 1942 – Ostasien – August 1945).
Der Widerstandsstern ist seit 1948 insgesamt 471-mal verliehen worden.

## Quelle
- Martin Spaans Azn.: De Geest overwint. De verzetsster Oost-Azië 1942–1945. Ellen de Bruijn ter Denge Memorial Fund, Doorn 2004, ISBN 90-808999-1-7.